# Подводя черту
«Подводя черту» — советский фильм 1973 года снятый на Литовской киностудии режиссёром Раймондасом Вабаласом.

## Сюжет
Молодой следователь Андрюс отправляется в маленький городок для расследования дела о банальной краже восьми тонн мяса с местного мясокомбината, однако, дело оказывается более серьёзным и опасным… и каким-то образом связанным с событиями 20-летней давности, со сданном в архив делом о послевоенных кражах, а оборванные нити ведут к без вести пропавшему тогда свидетелю…

## В ролях
- Стяпонас Космаускас — Эвальдас Швегжда
- Нийоле Лепешкайте — Але, его дочь
- Альгис Матулёнис — Андрюс Шукис, следователь
- Дана Руткуте — Моника, администратор гостиницы
- Генрикас Кураускас — Станкявичюс
- Казимирас Виткус — Вилис Камайтис
- Альфонсас Добкявичюс — парикмахер
- Ляонас Змирскас — железнодорожник
- Римгаудас Карвялис — врач
- Мамертас Карклялис — капитан милиции
- Альгирдас Шемешкявичюс — Григас, эксперт
- Ванда Марчинскайте — эпизод
- Римас Моркунас — эпизод
- Леон Станявичюс — эпизод

## Критика
Киновед Саулюс Мацайтис заметил, что это не традиционная криминальная драма, здесь режиссёр «создал весьма необычный фильм, и слово „психологический“ явно важнее, чем слово „детектив“. В общем, не классический детектив», а киновед Питер Роллберг назвал его «триллер о жадности и предательстве».